# Oligotrophus indicus
Oligotrophus indicus är en tvåvingeart som först beskrevs av Jean-Jacques Kieffer 1913.  Oligotrophus indicus ingår i släktet Oligotrophus och familjen gallmyggor. Inga underarter finns listade i Catalogue of Life.